# كازوهيرو فوروهاشي
كازوهيرو فوروهاشي (باليابانية: 古橋 一浩) مخرج أنيمي ياباني، ولد يوم 9 حزيران 1960 في هاماماتسو، محافظة شيزوؤكا. ويعتبر من اقدم مخرجي الأنيمي.

## أعماله

### مسلسلات الأنيمي
- روروني كنشين (1996–1998) - إخراج، ستوري بورد، إخراج الحلقات.
- هنتر × هنتر (1999) - إخراج.
- ماريا ساما غا ميترو (2004) - ستوري بورد.
- داركر ذان بلاك (2007) - ستوري بورد أغنية البداية الثانية.
- عندما تبكي حشرة الليل (2007) - ستوري بورد الحلقة 13.
- بلاد الطير (2017) - إخراج

## روابط أضافية
- كازوهيرو فوروهاشي على موقع IMDb (الإنجليزية)
- كازوهيرو فوروهاشي على موقع ألو سيني (الفرنسية)
- كازوهيرو فوروهاشي على موقع قاعدة بيانات الفيلم (الإنجليزية)
- كازوهيرو فوروهاشي على موقع كينوبويسك (الروسية)
- كازوهيرو فوروهاشي على موقع ANN person (الإنجليزية)